# Финиковый мёд

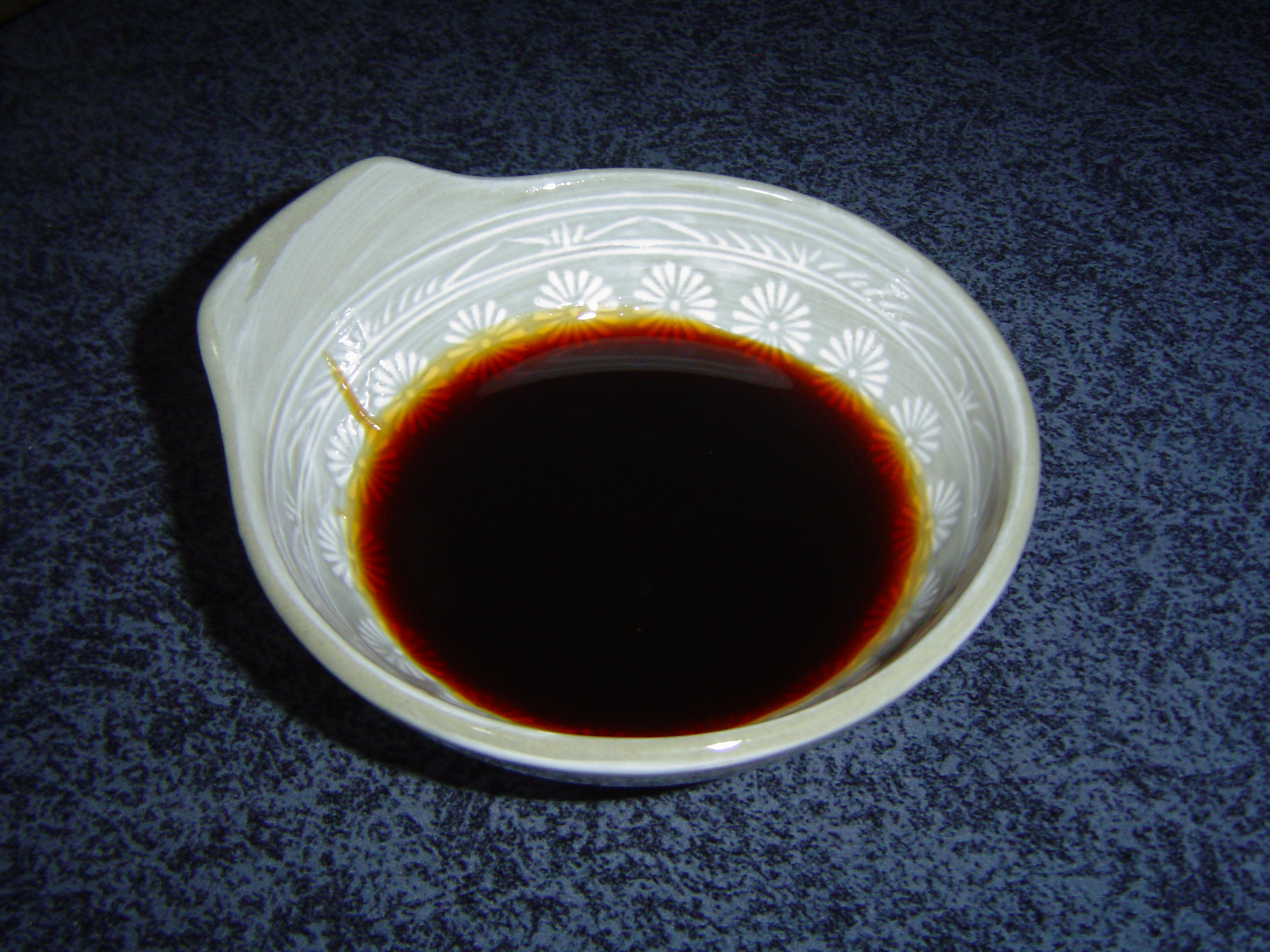
Руб — густой сироп, извлекаемый из фиников

Финиковый мёд, финиковый сироп, финиковая патока или руб (араб. رُب‎, ивр. סילן‎ или סילאן, силан; перс. شیره خرما‎) — густой тёмно-коричневый приторно сладкий фруктовый сироп, извлечённый из фиников. Широко используется в кулинарии Ливии.

## Пищевая ценность
Финиковый сироп богат моносахаридами, глюкозой и фруктозой, поэтому большая часть содержащегося в нём сахара всасывается в кровоток во рту, а это означает, что он повышает уровень глюкозы в крови быстрее и эффективнее, чем другие сиропы. Поэтому он очень подходит для людей, страдающих гипогликемией,  с непереносимостью сахарозы или с проблемами поджелудочной железы, которым трудно усваивать дисахариды. 
Финиковый сироп содержит больше магния и калия, чем некоторые натуральные подсластители, такие как кленовый сироп и мёд, и поэтому в последние годы он стал популярной альтернативой сахару. Он также богат антиоксидантами из-за высокого содержания фенолов и флавоноидов и, как было показано, проявляет противовоспалительную активность.

## В национальных кухнях
Сироп широко используется в Ливии, обычно с асидой, похожим на кашу десертом.
В иранской кухне финиковый сироп используется для подслащивания арде (паста тахини), употребляемого за завтраком. Его альтернативой является виноградный сироп .